# Alva Noë
Alva Noë (B.Phil, université d'Oxford ; Ph.D., université Harvard ; né en 1964) est professeur de philosophie à l'université de Californie à Berkeley. Son travail est plus particulièrement centré sur les théories de la perception et de la conscience. En plus de ces questions relatives aux sciences cognitives et à la philosophie de l'esprit, il s'intéresse à la phénoménologie, à la théorie de l'art, à Ludwig Wittgenstein et aux origines de la philosophie analytique.

## Source de la traduction
- (en) Cet article est partiellement ou en totalité issu de l’article de Wikipédia en anglais intitulé « Alva Noë » (voir la liste des auteurs).